# 向晓波
向晓波（1962年12月—），男，汉族，重庆石柱人，中华人民共和国企业家，中国共产党党员，第十三届全国人民代表大会重庆市代表。

## 生平
2018年，向晓波被选为重庆市出席第十三届全国人民代表大会代表。